# دون ماكفيرسن (كاتب)
دون ماكفيرسن (بالإنجليزية: Don Macpherson)‏ هو كاتب سيناريو بريطاني، ولد في 7 سبتمبر 1954.

## وصلات خارجية
- دون ماكفيرسن على موقع IMDb (الإنجليزية)
- دون ماكفيرسن على موقع ألو سيني (الفرنسية)
- دون ماكفيرسن على موقع أول موفي (الإنجليزية)
- دون ماكفيرسن على موقع قاعدة بيانات الأفلام السويدية (السويدية)
- دون ماكفيرسن على موقع قاعدة بيانات الفيلم (الإنجليزية)
- دون ماكفيرسن على موقع كينوبويسك (الروسية)